# روس بارنز
روس بارنز (بالإنجليزية: Ross Barnes)‏ هو لاعب كرة قاعدة أمريكي، ولد في 8 مايو 1850 في مونت موريس في الولايات المتحدة، وتوفي في 5 فبراير 1915 في شيكاغو في الولايات المتحدة.

## وصلات خارجية
- روس بارنز على موقع دوري كرة القاعدة الرئيسي (الإنجليزية)
- روس بارنز على موقعبيزبول رفرنس.كوم (الدوري الرئيسي) (الإنجليزية)
- روس بارنز على موقعبيزبول رفرنس.كوم (الدوري الثانوي) (الإنجليزية)
- روس بارنز على موقع مشجعي الرسوم البيانية (الإنجليزية)